# Ray Dalio
Raymond Thomas Dalio (* 8. srpna 1949 New York) je americký miliardář, investor a manažer hedgeových fondů, který od roku 1985 působí jako jeden ze dvou investičních ředitelů největšího světového hedgeového fondu Bridgewater Associates. Dalio je považován za jednoho z největších inovátorů ve světě financí, neboť zpopularizoval mnoho běžně používaných postupů, jako je riziková parita, měnové překrytí, přenosná alfa a globální správa dluhopisů indexovaných k inflaci.
Dalio se narodil v New Yorku, navštěvoval C. W. Post College of Long Island University a v roce 1973 získal titul MBA na Harvard Business School. O dva roky později, v roce 1975, založil Dalio ve svém bytě v New Yorku společnost Bridgewater. Během deseti let do fondu vložil 5 milionů dolarů penzijní fond Světové banky. V roce 2013 byl Bridgewater označen za největší hedgeový fond na světě a v roce 2020 zařadila agentura Bloomberg Raye Dalia na 79. místo v seznamu nejbohatších lidí světa. Dalio je autorem knihy Principles: Life & Work z roku 2017, která pojednává o řízení firem a investiční filozofii. Kniha se objevila na seznamu bestsellerů deníku The New York Times, kde byla označena za „evangelium radikální transparentnosti“.